# Erik Cole
Erik Cole (* 2. listopadu 1978, Oswego, USA) je bývalý americký profesionální hokejista, který naposledy hrál v NHL za klub Detroit Red Wings. V roce 2006 se zúčastnil s týmem USA Zimní olympiády v roce 2006 a reprezentoval USA na Mistrovství světa v ledním hokeji 2007.

## Klubové statistiky
| Sezona     | Klub                    | Soutěž     | Základní část | Základní část | Základní část | Základní část | Základní část | Play off | Play off | Play off | Play off | Play off |
| Sezona     | Klub                    | Soutěž     | Z             | G             | A             | B             | TM            | Z        | G        | A        | B        | TM       |
| ---------- | ----------------------- | ---------- | ------------- | ------------- | ------------- | ------------- | ------------- | -------- | -------- | -------- | -------- | -------- |
| 1997/98    | Clarkson Golden Knights | ECAC       | 34            | 11            | 20            | 31            | 55            | -        | -        | -        | -        | -        |
| 1998/99    | Clarkson Golden Knights | ECAC       | 36            | 22            | 20            | 42            | 50            | -        | -        | -        | -        | -        |
| 1999/00    | Clarkson Golden Knights | ECAC       | 33            | 19            | 11            | 30            | 46            | -        | -        | -        | -        | -        |
| 1999/00    | Cincinnati Cyclones     | IHL        | 9             | 4             | 3             | 7             | 2             | 7        | 1        | 1        | 2        | 2        |
| 2000/01    | Cincinnati Cyclones     | IHL        | 69            | 23            | 20            | 43            | 28            | 5        | 1        | 0        | 1        | 2        |
| 2001/02    | Carolina Hurricanes     | NHL        | 81            | 16            | 24            | 40            | 35            | 23       | 6        | 3        | 9        | 30       |
| 2002/03    | Carolina Hurricanes     | NHL        | 53            | 14            | 13            | 27            | 72            | -        | -        | -        | -        | -        |
| 2003/04    | Carolina Hurricanes     | NHL        | 80            | 18            | 24            | 42            | 93            | -        | -        | -        | -        | -        |
| 2004/05    | Eisbären Berlin         | DEL        | 39            | 6             | 21            | 27            | 76            | 8        | 5        | 1        | 5        | 37       |
| 2005/06    | Carolina Hurricanes     | NHL        | 60            | 30            | 29            | 59            | 54            | 2        | 0        | 0        | 0        | 0        |
| 2006/07    | Carolina Hurricanes     | NHL        | 71            | 29            | 32            | 61            | 76            | -        | -        | -        | -        | -        |
| 2007/08    | Carolina Hurricanes     | NHL        | 73            | 22            | 29            | 51            | 76            | —        | —        | —        | —        | —        |
| 2008/09    | Edmonton Oilers         | NHL        | 63            | 16            | 11            | 27            | 63            | —        | —        | —        | —        | —        |
| 2008/09    | Carolina Hurricanes     | NHL        | 17            | 2             | 13            | 15            | 10            | 18       | 0        | 5        | 5        | 22       |
| NHL Celkem | NHL Celkem              | NHL Celkem | 498           | 147           | 175           | 322           | 479           | 43       | 6        | 8        | 14       | 52       |